# Fourní (Lassíthi)
Fourní, en grec moderne : Φουρνή, est un village du dème d'Ágios Nikólaos, dans le district régional de Lassíthi de la Crète, en Grèce. Selon le recensement de 2011, la population de Fourní compte 221 habitants. 
Il est situé à une altitude de 320 mètres, à une distance de 22 km d'Ágios Nikólaos et à 7 km, de Neápoli.

## Recensements de la population
Jusqu'en 1928, Káto Chorió et Apáno sont recensés en même temps et mentionnés en premier :
| Recensements | 1900      | 1920      | 1928      | 1940 | 1951 | 1961 | 1971 | 1981 | 1991 | 2001 | 2011 |
| ------------ | --------- | --------- | --------- | ---- | ---- | ---- | ---- | ---- | ---- | ---- | ---- |
| Population   | 459 + 207 | 453 + 209 | 459 + 187 | 677  | 543  | 445  | 316  | 303  |      | 203  | 221  |

## Source de la traduction
- (el) Cet article est partiellement ou en totalité issu de l’article de Wikipédia en grec moderne intitulé « Φουρνή Λασιθίου » (voir la liste des auteurs).